# 平野聡 (計算機科学者)
平野 聡（ひらの さとし、1962年2月17日 - ）は、新潟県出身の計算機科学者。一般向けにリリースしているプログラムも多い。
東京大学大学院情報工学専攻博士課程修了。工学博士。産業技術総合研究所 主任研究員。元東京工業大学非常勤講師。
日経BP技術賞、内閣府総合科学技術会議 第2回産学官連携功労者表彰 日本経済団体連合会(経団連)会長賞受賞。情報処理学会学術奨励賞、優秀発表賞受賞。

## 主要作品
- Ring Server Project
- hterm
- hml (fmlに影響を与えている)
- Demacs DOS上に移植されたGNU Emacs　（大阪大学の東田学との共同開発）
- HORB

## 主要論文
- 「HORB: Distributed Execution of Java Programs」(Lecture Notes in Computer Science)
- 「Performance evaluation of popular distributed object technologies for Java」(CONCURRENCY PRACTICE AND EXPERIENCE)
- 「Bayanihan: building and studying web-based volunteer computing systems using Java」(FUTURE GENERATION COMPUTER SYSTEMS)
- 「Ring Serverプロジェクトの構想」(情報処理学会コンピュータシステム・シンポジウム)